# 謝君豪
謝君豪（英語：Tse Kwan Ho，1963年3月23日—），香港男演員，因主演1993年舞台劇《南海十三郎》飾演1930年代粵劇劇作家江譽鏐而成名。該劇的電影版更令他獲得1997年台灣第34屆金馬獎「最佳男主角」獎項。謝君豪自1989年正式出道以來演出過超過30部電視劇及電影。近年，他轉往中国大陆發展，間中又會回港演出舞台劇。

## 背景

### 早年生活
謝君豪早年於彩虹邨出生和在邨內紫薇樓成長。家有三兄弟姊妹，自己排行第二。他的父親為一名廚師，母親則為一名車衣女工。而他童年時主要玩乒乓球或何仔公（何濟公）遊戲。又會看黃玉郎的公仔書《小流氓》和與小學同學在彩虹邨金華樓樓下的報攤買林世榮的著作《虎鶴雙形拳》來練習功夫。謝君豪的讀書成績中等。他畢業於邨內的陶庵幼稚園以及聖公會靜山小學（1977年），後於九龍土瓜灣新亞中學讀書，是一名文科生，讀至1982年中五畢業後因為在香港中學會考中未能取得足夠分數回到原校就讀。所以轉到培僑中學讀書，為時一年。之後基於不適應學習環境而再轉到當時位於紅磡鶴園街的五育中學完成中七預科課程。他在校時因參與了學校的戲劇日比賽而培養了演戲的興趣。當時他演出的角色為劇作家曹禺著作《雷雨》的「周萍」。在排練一節爭吵情節過程中，謝君豪發現其中的樂趣，自覺可以透過演戲來宣洩情感，並且得到滿足感。從此，他對演戲的興趣便愈發濃厚。

### 踏入舞台劇界
謝君豪於該次戲劇日比賽中獲得他入行前唯一一個舞台劇「最佳男主角」獎項。此後，他的戲劇老師胡雪珍趁暑假帶他出外參加業餘劇社「校協戲劇社」的聯校戲劇節比賽累積經驗。其時香港演藝學院還未成立，他唯有觀看一些電視、電影作品來汲取演出的技巧。謝君豪於1984年中七畢業後當了一個多月推銷員，負責到美容院推銷化妝品與豐胸膏。其後任職辦公室助理。同年，香港演藝學院成立。謝君豪本來打算投考成為第一屆學員，然而願望落空。往後一度放棄演戲，到基督教聯合醫院的骨科部門任職實習護士。半年後，謝君豪觀看香港話劇團演出的《請君入甕》（莎士比亞作品《一報還一報》）。結果，他的戲癮大發，決心再次投考香港演藝學院。
為了成功被取錄，他到香港浸會大學校外進修部報讀戲劇課程。當時的導師、香港已故著名演員何偉龍指導他吸引面試官注意的技巧，並教導他排練劇目《莫札特之死》中的一段獨白情節去應考。謝君豪最終獲得取錄，且於1989年在戲劇學院表演系畢業。就讀香港演藝學院期間，他與兩位同學梁榮忠及司徒慧賢組成「向前隊」參與校內才藝比賽，演繹小虎隊歌曲。向前隊在近十多屆之香港舞台劇獎頒獎禮中，多次以影片形式作表演。另外，謝君豪在校時精於演技項目，所以他在這個項目中與其他同屆同班同學相比為最高分的一個。然而他卻拙於聲線、形體等範疇。及後到了1993年，他成為香港話劇團的首席演員。

### 近況
在1994年演出電影《我和春天有個約會》時，由於謝君豪表現出色，因而與蘇玉華一同獲無綫電視邀請加盟。不過礙於薪金低的問題而未能成事，只有蘇一人加入電視台。其後謝君豪在2004年為無綫拍攝目前唯一一部電視劇《下一站彩虹》。謝君豪後來因主演舞台劇《南海十三郎》一炮而紅，繼而主演電影版《南海十三郎》。結果獲得第34屆台灣金馬獎影帝。他自從獲獎之後，一直都集中於舞台劇界發展。間中會參與拍攝本地劇集。現時，他會往來中港兩地演出《南海十三郎》（據相關的演出單位統計，謝君豪已表演過這個劇目累計逾100次），包括了巡迴表演。而其於中國內地的事業則主要集中在影視方面。。2010年，謝君豪在拍攝《楊貴妃秘史》曾發生意外。他因救一名小女孩而被火把燒傷毀容。醫生診斷傷口為二級半燒傷，而受傷範圍主要在臉部。幸好謝君豪換了皮膚後已無礙。
2023年10月，他憑《天下第一樓》「盧孟實」一角獲得「2023年第七屆華語戲劇盛典」舞台劇最佳男主角獎，又獲香港演藝學院頒授榮譽院士銜頭。近年亦頻密於香港電影幕前演出，而於2023年憑着大熱作品《毒舌大狀》再度人氣急升。2024年於預定播放的ViuTV劇集《光明大押》首次出任電視劇監製及同時幕前演出，亦於同台節目《選角》首次擔任綜藝節目策劃人及主持。

## 演出作品

### 舞台劇
- 南海十三郎 飾 江譽鏐（南海十三郎）
- 窈窕淑女  饰  谭英杰
- 我和春天有個約會  饰  Danny
- 人間有情  饰  梁天赐
- 上海之夜  饰  林文冲
- 梁祝  饰  梁山伯
- 劍雪浮生  饰  唐涤生
- 七十二家房客
- 李爾王
- 紅房間，白房間，黑房間
- Miss杜十娘  饰  李甲
- 非關男女  饰  莊大青
- 愛情觀自在  饰  修
- 明月明年何處看
- 仲夏夜之夢
- 新傾城之戀  饰  范柳原
- 還魂香  饰  老残
- 煙雨紅船
- 螳螂捕蟬  飾  杀手南越
- 梨花夢  饰  老残
- 情話紫釵  饰  Kelvin（现代版李益）
- 2014-2015年：杜老誌  飾  鄒世昌
- 2017年：小城風光  飾  舞台監督
- 2018年：奪命証人  飾  馮利樂
- 2019年：但願人長久  飾  Joe
- 2022年：天下第一樓  飾  盧孟實
- 2023年：天色  飾  Tom

### 電視劇

#### 香港
| 首播   | 節目名稱                     | 角色          | 備註                                   |
| 1991年 | 裁決：人權地帶               | Henry         | 香港電台                               |
| 2000年 | 我和僵尸有個約會II           | 萊利 (秦始皇) | 亞洲電視                               |
|        | 妳想的愛                     | 賈仲偉        | 亞洲電視                               |
| 2001年 | 春风伴我行：一间学校十个学生 | 罗建文        | 香港電台 2001年芝加哥國際電視節 - 銀獎 |
| 2003年 | 暴風刑警                     | 霍天良        | 亞洲電視 反派角色                      |
| 2004年 | 下一站彩虹                   | 尤力          | 無綫電視                               |
| 2010年 | 法網群英                     | 鍾健鏗        | 亞洲電視                               |
| 2013年 | 證義搜查線2：第一戰          | Samson        | 香港電台                               |
| 2014年 | 廉政行動2014                 | 卓文          | 單元二、無綫電視                       |
| 2014年 | 同里有親：小巷裡的風暴       |               | 香港電台                               |
| 2019年 | 心冤                         | 祈德勝        | 衛視電影台 主角                        |
| 2022年 | 狮子山下的故事               | 羅一同        | 中國中央電視台頻道 香港開電視          |
| 2025年 | 光明大押                     | 林定堅        | ViuTV 主角及監製                       |

#### 中國內地
| 首播   | 節目名稱             | 角色             | 備註                                  |
| 2000年 | 武狀元蘇燦           | 蘇燦             | 主演                                  |
| 2001年 | 都来看               | 徐文长           | 劇集又名《徐文长外传》                |
| 2002年 | 書劍恩仇錄           | 余魚同           |                                       |
| 2002年 | 嫁錯媽               | 郭文聪           | 劇集又名《真爱》                      |
| 2003年 | 铁血莲花             | 林伟良           |                                       |
| 2003年 | 隋唐英雄傳           | 隋炀帝           |                                       |
| 2003年 | 叛逆战队             | 页俊             |                                       |
| 2004年 | 仙劍奇俠傳           | 酒劍仙（莫一兮） | 主角師父                              |
| 2004年 | 第二春               | 杜磊             |                                       |
| 2005年 | 長恨歌               | 程士砥           | 主演                                  |
| 2005年 | 天外飞仙             | 勞欣荣           |                                       |
| 2006年 | 青春之歌             | 余永澤           |                                       |
| 2006年 | 保密局的槍聲         | 張仲年           | 主演                                  |
| 2006年 | 記憶之城             | 朱今墨           | 劇集又名《英雄之城》                  |
| 2006年 | 最好的時光           | 陆小毛           | 劇仔又名《一世情緣》                  |
| 2006年 | 吴越钱王             | 宋太宗           | 客串                                  |
| 2007年 | 狐步諜影             | 譚呐             |                                       |
| 2008年 | 鴛鴦河               | 韦涧清           |                                       |
| 2009年 | 新四军女兵           | 潘文虎           | 客串、劇集又名《铁军之花》            |
| 2009年 | 开国前夜             | 江世飞           |                                       |
| 2009年 | 十四楼               | 谢决             | SMG電視新聞中心《案件聚焦》的特别节目 |
| 2010年 | 杨贵妃秘史           | 杨玄珪           | 客串                                  |
| 2010年 | 风云传奇             | 浦风 / 浦云      |                                       |
| 2010年 | 医者仁心             | 钟立行           | 主演                                  |
| 2011年 | 香草美人             | 令狐陶           |                                       |
| 2011年 | 妈妈的抉择           | 白会长           |                                       |
| 2011年 | 护国军魂传奇         | 袁克定           |                                       |
| 2012年 | 青盲                 | 陳文海           |                                       |
| 2012年 | 寶貝戰爭             | 趙揮             | 主演                                  |
| 2012年 | 娘心计               | 鐵軍 / 賀文達    | 主演                                  |
| 2013年 | 毛澤東               | 孫中山           |                                       |
| 2015年 | 錦繡緣華麗冒險       | 向寒川           | 主演                                  |
| 2015年 | 寒冬                 | 德江             |                                       |
| 2015年 | 抓住彩虹的男人       | 吳宏達           |                                       |
| 2015年 | 華胥引之絕愛之城     | 衛國公           |                                       |
| 2016年 | 整容季               | M先生            | 客串、網絡劇                          |
| 2016年 | 放棄我，抓緊我       | 霍銳強           | 客串                                  |
| 2017年 | 宋耀如·父亲          | 宋耀如           |                                       |
| 2017年 | 女管家               | 王富贵           |                                       |
| 2017年 | 那年花開月正圓       | 沈四海           |                                       |
| 2018年 | 吃素的小爸           | 江學民           | 網絡劇                                |
| 2018年 | 潛龍在淵             | 曹操             |                                       |
| 2018年 | 一千零一夜           | 威廉             |                                       |
| 2018年 | 武動乾坤之英雄出少年 | 林嘯             |                                       |
| 2019年 | 幕后之王             | 许长野           | [ 15 ] [ 16 ] [ 17 ]                  |
| 2019年 | 新白娘子传奇         | 许怀仁           | 客串                                  |
| 2019年 | 计中计               | 河野幸男         |                                       |
| 2019年 | 青囊传               | 上官卿           | 網絡劇                                |
| 2019年 | 请赐我一双翅膀       | 冷世南           |                                       |
| 2019年 | 我知道你的秘密       | 陸振揚           |                                       |
| 2020年 | 天醒之路             | 郭有道 / 郭无术  |                                       |
| 2020年 | 重启之极海听雷       | 焦老板           | 網絡劇                                |
| 2020年 | 太古神王             | 任千行           |                                       |
| 2021年 | 玉昭令               | 江易 / 江文卿    | 網絡劇                                |
| 2021年 | 飛鳥集               | 梁鸿达           |                                       |
| 2024年 | 太陽星辰             | 葉誠             | 網絡劇                                |
| 待播   | 108異人錄            |                  | 網絡劇                                |
| 待播   | 走起我的天才街坊     |                  |                                       |
| 待播   | 皓衣行               |                  | 網絡劇                                |
| 待播   | 夏梦狂诗曲           | 夏明诚           |                                       |

### 電影
| 首播   | 節目名稱           | 角色                   | 備註                       |
| 1994年 | 我和春天有個約會   | Danny                  |                            |
| 1995年 | 金玉滿堂           | 張國榮混黑道時的小弟   | 客串                       |
| 1995年 | 人间有情           | 白英                   |                            |
| 1995年 | 再见王老五         |                        | 客串                       |
| 1996年 | 大三元             | 賣淫集團老大身邊的小弟 | 客串                       |
| 1997年 | 南海十三郎         | 江譽鏐（南海十三郎）   | 台灣第34屆金馬獎最佳男主角 |
| 1997年 | 最后判决           | 檢察官                 | 電影又名《最后的正义》     |
| 1998年 | 杭州皇爺           | 米琪                   |                            |
| 1998年 | 追兇20年           | 黃永年                 | 反派角色 女主角為周海媚    |
| 1999年 | 千言萬語           | 邱明宽                 |                            |
| 2000年 | 生有可恋           | 艾滋病患者             |                            |
| 2001年 | 孩子．树           | 谢文光                 |                            |
| 2002年 | 夺魂勾魄           | 杨牧师                 |                            |
| 2002年 | 35米厘凶心人       | 谢博士                 |                            |
| 2003年 | 一夜惊情           | 陈木坚                 | 電影又名《缘定此生》       |
| 2003年 | 超时空欲望         | Sean                   | 電影又名《某年某月某日》   |
| 2004年 | 天作之盒           | Albert                 |                            |
| 2005年 | 阿嫂               | 灰狗                   |                            |
| 2006年 | 東京審判           | 北野雄一               |                            |
| 2007年 | 笛聲何處           | 歐陽晨笛               |                            |
| 2007年 | 十分鍾情之舊山頂道 |                        |                            |
| 2008年 | 黎明行动           | 何非                   |                            |
| 2009年 | 蟹蟹儂             | 吳經理                 | 客串                       |
| 2009年 | 越光宝盒           | 史密斯                 | 客串                       |
| 2010年 | 西风烈             | 神秘人                 | 客串                       |
| 2010年 | 无界之地           | 高人                   | 客串                       |
| 2011年 | 英雄·喋血          | 潘达微                 |                            |
| 2011年 | 麻辣空姐           | 谢豪                   |                            |
| 2011年 | 紫宅               | 沈陽                   | 客串                       |
| 2012年 | 公主的诱惑         | 豪哥                   |                            |
| 2012年 | 心灵搏击           |                        |                            |
| 2013年 | 被偷走的那五年     | 張醫生                 | 配角                       |
| 2015年 | 三更車庫           | 白總                   |                            |
| 2015年 | 媽咪侠             | 郝嘉明                 |                            |
| 2015年 | 全力扣殺           | 吳久俊                 | 配角                       |
| 2015年 | 墓穴迷城           | 顧德軒                 |                            |
| 2016年 | 爱的蟹逅           | 刘教授                 |                            |
| 2017年 | 聖女奇緣           |                        |                            |
| 2017年 | 心理罪             | 孟陽                   | 反派角色                   |
| 2018年 | 以青春的名義       | 劉方信                 | 飾演女主角老公             |
| 2018年 | 我的情敵女婿       | 阿豪                   |                            |
| 2019年 | 你咪理，我愛你！   | 張明                   |                            |
| 2020年 | 熱血合唱團         | 博文爸爸               |                            |
| 2020年 | 拆彈專家2          | 馬世軍                 | 反派角色                   |
| 2021年 | 濁水漂流           | 老爺                   |                            |
| 2022年 | 明日戰記           | 陳蒼松博士             |                            |
| 2022年 | 過時．過節         | 陳旭真                 | 主演                       |
| 2023年 | 毒舌大狀           | 金遠山                 |                            |
| 2023年 | 風再起時           | 吳卓豪                 |                            |
| 2023年 | 殘影空間           | 仁重光                 | 反派角色                   |
| 2023年 | 掃毒3人在天涯      | 米諾                   | 反派角色                   |
| 2024年 | 飯戲攻心2          | 六叔                   |                            |
| 2024年 | 焚城               | 煙剷                   |                            |
| 2025年 | 淺淺歲月           | 沈麒振                 |                            |
| 2025年 | 坪石先生           | 黃際遇                 |                            |
| 待上映 | 来访者             |                        |                            |

### 綜藝節目
- 2022年：無綫電視《回家》（第1集嘉賓）[18]
- 2024年：ViuTV《選角》（主持及策劃人）

### 廣播劇
- 1999年：香港電台《書劍恩仇錄》（页面存档备份，存于） 飾 乾隆
- 2001年：新城電台《玫瑰奴隸王》 飾 李至成（公爵）

### 電台節目
- 2020年：香港電台《有聲好書》：聲音演繹南海十三郎著、朱少璋編訂：《小蘭齋雜記》（第1至8集）[註 9]

### 配音
- 1991年：《黃飛鴻》 聲演邱建國角色:洪宏亮(沙河幫主)
- 1992年：《雙龍會》 聲演劉家良角色:醫生 、徐小明角色:牧師
- 1992年：《黃飛鴻之二：男兒當自強》 聲演熊欣欣角色:九宮真人
- 1993年：《黃飛鴻之三：獅王爭霸》 聲演熊欣欣角色:鬼腳七
- 1993年：《黃飛鴻之四：王者之風》 聲演熊欣欣角色:鬼腳七
- 1993年：《太極張三豐》 聲演錢小豪角色:董天寶
- 1994年：《黃飛鴻之五：龍城殲霸》 聲演熊欣欣角色:鬼腳七
- 1997年：《黃飛鴻之西域雄獅》 聲演熊欣欣角色:鬼腳七

## 著作
- 2004年7月：散文《采湳》（由熱文潮有限公司出版）
- 2004年8月：《跳進人間煙火》（由熱文潮有限公司出版）

## 獎項紀錄
| 年份   | 頒獎典禮                   | 獎項                    | 作品               | 角色               | 結果 |
| ------ | -------------------------- | ----------------------- | ------------------ | ------------------ | ---- |
| 1994年 | 第3屆香港舞台劇獎          | 最佳男主角（悲劇/正劇） | 南海十三郎         | 江譽鏐／南海十三郎 | 提名 |
| 1995年 | 第4屆香港舞台劇獎          | 最佳男配角（悲劇/正劇） | 竹林七賢           |                    | 提名 |
| 1996年 | 第5屆香港舞台劇獎          | 最佳男主角（喜劇/鬧劇） | 紅房間白房間黑房間 |                    | 提名 |
| 1997年 | 第6屆香港舞台劇獎          | 最佳男配角（悲劇/正劇） | 明月明年何處看     |                    | 提名 |
| 1997年 | 第6屆香港舞台劇獎          | 最佳男配角（喜劇/鬧劇） | 造謠學堂           |                    | 提名 |
| 1997年 | 第34屆金馬獎               | 最佳男主角              | 南海十三郎         | 江譽鏐／南海十三郎 | 獲獎 |
| 1998年 | 第17屆香港電影金像獎       | 最佳男主角              | 南海十三郎         | 江譽鏐／南海十三郎 | 提名 |
| 1998年 | 第3屆香港电影金紫荆奖      | 最佳男主角              | 南海十三郎         | 江譽鏐／南海十三郎 | 提名 |
| 2000年 | 第19屆香港電影金像獎       | 最佳男配角              | 千言萬語           | 邱明寬             | 提名 |
| 2003年 | 第12屆香港舞台劇獎         | 最佳男主角（悲劇/正劇） | 還魂香             |                    | 提名 |
| 2021年 | 第15屆亞洲電影大獎         | 最佳男配角              | 濁水漂流           | 老爺               | 提名 |
| 2021年 | 第58屆金馬獎               | 最佳男配角              | 濁水漂流           | 老爺               | 提名 |
| 2022年 | 第40屆香港電影金像獎       | 最佳男配角              | 濁水漂流           | 老爺               | 提名 |
| 2023年 | 第29屆香港電影評論學會大獎 | 最佳男演員              | 過時·過節          | 陳旭真             | 提名 |
| 2023年 | 2023年第七屆華語戲劇盛典   | 舞台劇最佳男主角        | 天下第一樓         | 盧孟實             | 獲獎 |
| 2024年 | 第42屆香港電影金像獎       | 最佳男配角              | 毒舌大狀           | 金遠山             | 提名 |
| 2025年 | 第19屆香港藝術發展獎       | 藝術家年獎（戲劇）      | -                  | -                  | 獲獎 |

## 外部連結
- 謝君豪的新浪博客
- 謝君豪的新浪微博
- 謝君豪的Facebook專頁
- 謝君豪的Instagram帳戶
- 謝君豪在互联网电影资料库（IMDb）上的資料（英文）（英文）
- 謝君豪在香港影庫上的簡介
- 謝君豪在豆瓣上的资料（简体中文）
- 謝君豪在时光网上的簡介（简体中文）
- 在AllMovie上謝君豪的頁面（英文）
- 謝君豪影迷網站（页面存档备份，存于）